# Almanaque Brasileiro Garnier

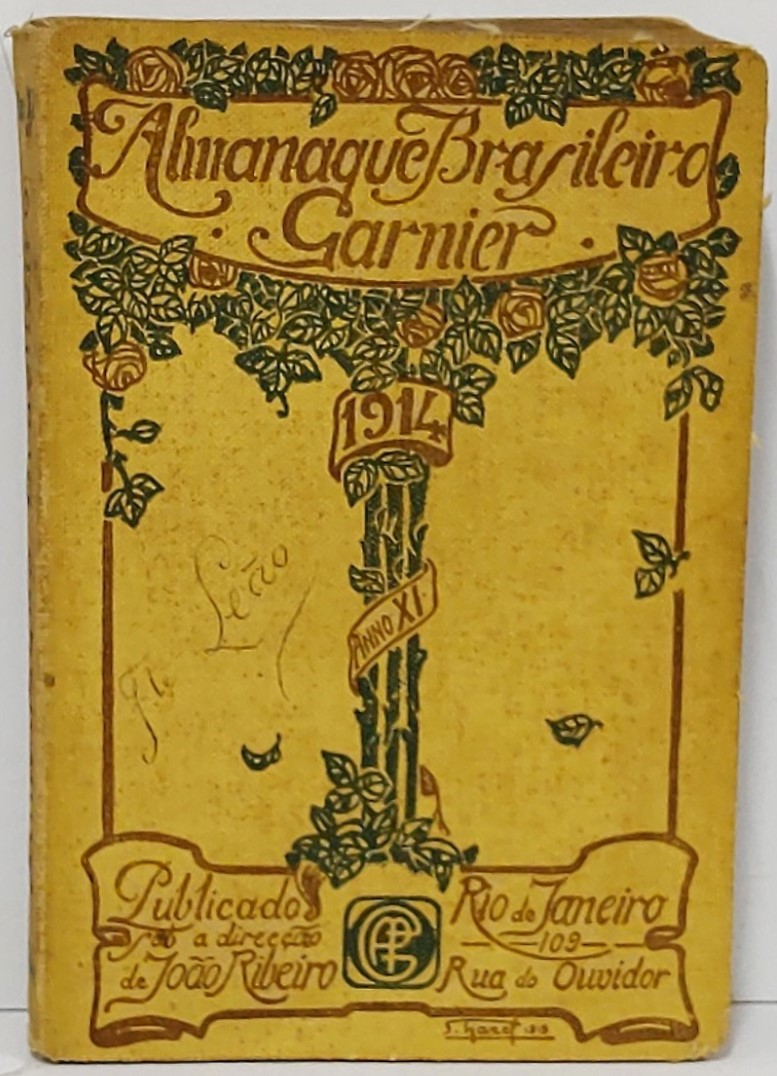
Edição de 1914.

O Almanaque Brasileiro Garnier, conhecido como Almanaque Garnier, foi um anuário brasileiro criado em 1903 e mantido até 1914.

## Histórico
A primeira edição do anuário foi em 1903, pela Livraria Garnier do Brasil, um empreendimento gráfico de franceses. Do lançamento até a edição de 1906 foi organizada por Ramiz Galvão daí em diante ficou a cargo de João Ribeiro.

### Participantes e camada leitora
A linha editorial dirigida a comerciantes, estudantes,  profissionais liberais, políticos e autoridades da então capital, Rio de Janeiro e também e de  São Paulo.A organização do anuário também veiculava a ideologia do projeto político e educacional da então recente vida republicana.
Tinha participação de pesquisadores, escritores, poetas, contistas, romancistas e de altas autoridades, entre elas o escritor e senador Abdias da Costa Neves que publicou artigo na Garnier do ano de 1908; o escritor Mário de Alencar, da Academia Brasileira de Letras também escrevia neste anuário.

### Estrutura
- Publicidades
- Anúncios
- Cronologia e calendário
- Ciência e erudição
- Estatísticas
- Literatura, geografia e história
- Ano político
- Tabelas fiscais
- Folclore
- Etnografia
- Efemérides
- Astronomia
- Informes de saúde

## bibliografia
- DUTRA, Eliana de Freitas. Rebeldes literários da República: História e identidade no Almanaque Brasileiro Garnier (1903-1914). Belo Horizonte: UFMG, 2005.
- LUCA, Tânia Regina de. Leituras, projetos e (re)revista(s) do Brasil. São Paulo; editora UNESP, 2012.